# Lijst van afleveringen van The Jeffersons
Dit is een lijst met afleveringen van de Amerikaanse televisieserie The Jeffersons. De serie telt 11 seizoenen. Een overzicht van alle afleveringen is hieronder te vinden.

## Seizoen 1
| Nr. | Titel aflevering             | Uitzenddatum VS  |
| --- | ---------------------------- | ---------------- |
| 1   | A Friend in Need             | 18 januari 1975  |
| 2   | George's Family Tree         | 25 januari 1975  |
| 3   | Louise Feels Useless         | 1 februari 1975  |
| 4   | Lionel the Playboy           | 8 februari 1975  |
| 5   | Mr. Piano Man                | 15 februari 1975 |
| 6   | George's Skeleton            | 22 februari 1975 |
| 7   | Lionel Cries Uncle           | 1 maart 1975     |
| 8   | Mother Jefferson's Boyfriend | 8 maart 1975     |
| 9   | Meet the Press               | 15 maart 1975    |
| 10  | Rich Man's Disease           | 22 maart 1975    |
| 11  | Former Neighbors             | 29 maart 1975    |
| 12  | Like Father, Like Son?       | 5 april 1975     |
| 13  | Jenny's Low                  | 12 april 1975    |

## Seizoen 2
| Nr. | Titel aflevering            | Uitzenddatum VS   |
| --- | --------------------------- | ----------------- |
| 1   | A Dinner for Harry          | 13 september 1975 |
| 2   | George's First Vacation     | 20 september 1975 |
| 3   | Louise's Daughter           | 27 september 1975 |
| 4   | Harry and Daphne            | 4 oktober 1975    |
| 5   | Mother Jefferson's Fall     | 11 oktober 1975   |
| 6   | Jefferson vs. Jefferson     | 18 oktober 1975   |
| 7   | Uncle Bertram               | 25 oktober 1975   |
| 8   | Movin' on Down              | 1 november 1975   |
| 9   | George Won't Talk           | 8 november 1975   |
| 10  | Jenny's Grandparents        | 15 november 1975  |
| 11  | George's Best Friend        | 22 november 1975  |
| 12  | George and the Manager      | 29 november 1975  |
| 13  | George's Alibi              | 6 december 1975   |
| 14  | Lunch with Mama             | 13 december 1975  |
| 15  | George vs. Wall Street      | 20 december 1975  |
| 16  | The Breakup: Part 1         | 3 januari 1976    |
| 17  | The Breakup: Part 2         | 10 januari 1976   |
| 18  | Florence's Problem          | 24 januari 1976   |
| 19  | Mother Jefferson's Birthday | 31 januari 1976   |
| 20  | Louise's Cookbook           | 7 februari 1976   |
| 21  | George Meets Whittendale    | 21 februari 1976  |
| 22  | Lionel's Problem            | 21 februari 1976  |
| 23  | Tennis Anyone?              | 28 februari 1976  |
| 24  | The Wedding                 | 6 maart 1976      |

## Seizoen 3
| Nr. | Titel aflevering          | Uitzenddatum VS   |
| --- | ------------------------- | ----------------- |
| 1   | George and the President  | 25 september 1976 |
| 2   | Louise Gets Her Way       | 2 oktober 1976    |
| 3   | Louise Suspects           | 9 oktober 1976    |
| 4   | The Lie Detector          | 16 oktober 1976   |
| 5   | George's Diploma          | 23 oktober 1976   |
| 6   | The Retirement Party      | 30 oktober 1976   |
| 7   | Lionel's Pad              | 10 november 1976  |
| 8   | Tom the Hero              | 17 november 1976  |
| 9   | Jenny's Discovery         | 24 november 1976  |
| 10  | The Agreement             | 8 december 1976   |
| 11  | Florence in Love          | 15 december 1976  |
| 12  | The Christmas Wedding     | 22 december 1976  |
| 13  | Louise Forgets            | 5 januari 1977    |
| 14  | Bentley's Problem         | 12 januari 1977   |
| 15  | Jefferson's Airplane      | 17 januari 1977   |
| 16  | George's Guilt            | 24 januari 1977   |
| 17  | A Case of Black and White | 31 januari 1977   |
| 18  | Louise vs. Jenny          | 7 februari 1977   |
| 19  | The Marriage Counselors   | 21 februari 1977  |
| 20  | Louise's Friend           | 28 februari 1977  |
| 21  | The Old Flame             | 7 maart 1977      |
| 22  | Jenny's Opportunity       | 21 maart 1977     |
| 23  | George the Philanthropist | 28 maart 1977     |
| 24  | Louise's Physical         | 11 april 1977     |

## Seizoen 4
| Nr. | Titel aflevering                    | Uitzenddatum VS   |
| --- | ----------------------------------- | ----------------- |
| 1   | The Grand Opening: Part 1           | 24 september 1977 |
| 2   | The Grand Opening: Part 2           | 24 september 1977 |
| 3   | Once a Friend                       | 1 oktober 1977    |
| 4   | George's Help                       | 8 oktober 1977    |
| 5   | George's Legacy                     | 15 oktober 1977   |
| 6   | Good News, Bad News                 | 10 oktober 1977   |
| 7   | The Visitors                        | 29 oktober 1977   |
| 8   | The Camp Out                        | 5 november 1977   |
| 9   | The Last Leaf                       | 12 november 1977  |
| 10  | Louise's New Interest               | 19 november 1977  |
| 11  | The Costume Party                   | 26 november 1977  |
| 12  | Florence Gets Lucky                 | 3 december 1977   |
| 13  | George Needs Help                   | 10 december 1977  |
| 14  | The Jefferson Curve                 | 17 december 1977  |
| 15  | 984 W. 124th Street, Apt. 5C        | 24 december 1977  |
| 16  | George and Whitty                   | 7 januari 1978    |
| 17  | Lionel Gets the Business            | 14 januari 1978   |
| 18  | The Blackout                        | 21 januari 1978   |
| 19  | Florence's Union                    | 28 januari 1978   |
| 20  | George and Jimmy                    | 4 februari 1978   |
| 21  | Thomas H. Willis & Co.              | 11 februari 1978  |
| 22  | Uncle George and Aunt Louise        | 18 februari 1978  |
| 23  | George and Louise in a Bind: Part 1 | 25 februari 1978  |
| 24  | George and Louise in a Bind: Part 2 | 25 februari 1978  |
| 25  | George and Louise in a Bind: Part 3 | 25 februari 1978  |
| 26  | Jenny's Thesis                      | 4 maart 1978      |

## Seizoen 5
| Nr. | Titel aflevering         | Uitzenddatum VS   |
| --- | ------------------------ | ----------------- |
| 1   | Louise's Painting        | 20 september 1978 |
| 2   | Homecoming: Part 1       | 27 september 1978 |
| 3   | Homecoming: Part 2       | 4 oktober 1978    |
| 4   | How Slowly They Forget   | 11 oktober 1978   |
| 5   | George's Dream           | 18 oktober 1978   |
| 6   | George's New Stockbroker | 1 november 1978   |
| 7   | Me and Billy Dee         | 4 november 1978   |
| 8   | Half a Brother           | 8 november 1978   |
| 9   | What Are Friends For?    | 22 november 1978  |
| 10  | George, Who?             | 29 november 1978  |
| 11  | Harry's House Guest      | 13 december 1978  |
| 12  | George Finds a Father    | 20 december 1978  |
| 13  | Louise's Sister          | 3 januari 1979    |
| 14  | Louise's Reunion         | 10 januari 1979   |
| 15  | A Bedtime Story          | 24 januari 1979   |
| 16  | Florence Meets Mr. Right | 31 januari 1979   |
| 17  | Louise's Award           | 7 februari 1979   |
| 18  | The Other Woman          | 21 februari 1979  |
| 19  | The Hold Out             | 28 februari 1979  |
| 20  | The One You Love         | 7 maart 1979      |
| 21  | Every Night Fever        | 28 maart 1979     |
| 22  | Three Faces of Florence  | 4 april 1979      |
| 23  | Louise's Convention      | 11 april 1979     |
| 24  | The Freeze In            | 18 april 1979     |

## Seizoen 6
| Nr. | Titel aflevering                      | Uitzenddatum VS   |
| --- | ------------------------------------- | ----------------- |
| 1   | The Announcement                      | 23 september 1979 |
| 2   | A Short Story                         | 30 september 1979 |
| 3   | Louise's Old Boyfriend                | 7 oktober 1979    |
| 4   | Now You See It, Now You Don't: Part 1 | 21 oktober 1979   |
| 5   | Now You See It, Now You Don't: Part 2 | 28 oktober 1979   |
| 6   | Where's Papa?                         | 4 november 1979   |
| 7   | The Expectant Father                  | 11 november 1979  |
| 8   | Joltin' George                        | 18 november 1979  |
| 9   | Baby Love                             | 2 december 1979   |
| 10  | Louise vs. Florence                   | 9 december 1979   |
| 11  | Me and Mr. G                          | 30 december 1979  |
| 12  | One Flew Into the Cuckoo's Nest       | 6 januari 1980    |
| 13  | Louise's Setback                      | 13 januari 1980   |
| 14  | Brother Tom                           | 27 januari 1980   |
| 15  | The Arrival: Part 1                   | 3 februari 1980   |
| 16  | The Arrival: Part 2                   | 10 februari 1980  |
| 17  | The Shower                            | 17 februari 1980  |
| 18  | The Longest Day                       | 24 februari 1980  |
| 19  | George's Birthday                     | 2 maart 1980      |
| 20  | A Night to Remember                   | 9 maart 1980      |
| 21  | The Loan                              | 23 maart 1980     |
| 22  | Louise Takes a Stand                  | 30 maart 1980     |
| 23  | The First Store                       | 6 april 1980      |
| 24  | Once Upon a Time                      | 13 april 1980     |

## Seizoen 7
| Nr. | Titel aflevering                       | Uitzenddatum VS  |
| --- | -------------------------------------- | ---------------- |
| 1   | Marathon Men                           | 2 november 1980  |
| 2   | The Jefferson's Go to Hawaii: Part 1   | 9 november 1980  |
| 3   | The Jefferson's Go to Hawaii: Part 2   | 16 november 1980 |
| 4   | The Jefferson's Go to Hawaii: Part 3   | 16 november 1980 |
| 5   | The Jefferson's Go to Hawaii: Part 4   | 23 november 1980 |
| 6   | Put It On                              | 30 november 1980 |
| 7   | Florence's Cousin                      | 7 december 1980  |
| 8   | All I Want for Christmas               | 21 december 1980 |
| 9   | Calendar Girl                          | 4 januari 1981   |
| 10  | As Florence Turns                      | 11 januari 1981  |
| 11  | God Bless Americans                    | 18 januari 1981  |
| 12  | Alley Oops                             | 25 januari 1981  |
| 13  | And the Doorknobs Shined Like Diamonds | 1 februari 1981  |
| 14  | Sorry, Wrong Meeting                   | 15 februari 1981 |
| 15  | My Hero                                | 22 februari 1981 |
| 16  | I Buy the Songs                        | 1 maart 1981     |
| 17  | Small Fish, Big Pond                   | 8 maart 1981     |
| 18  | Not So Dearly Beloved                  | 15 maart 1981    |
| 19  | Florence's New Job: Part 1             | 29 maart 1981    |
| 20  | Florence's New Job: Part 2             | 29 maart 1981    |

## Seizoen 8
| Nr. | Titel aflevering                  | Uitzenddatum VS  |
| --- | --------------------------------- | ---------------- |
| 1   | The Separation: Part 1            | 4 oktober 1981   |
| 2   | The Separation: Part 2            | 11 oktober 1981  |
| 3   | Louise's Father                   | 18 oktober 1981  |
| 4   | My Maid, Your Maid                | 25 oktober 1981  |
| 5   | I've Still Got It                 | 1 november 1981  |
| 6   | Florence Did Different: Part 1    | 8 november 1981  |
| 7   | Florence Did Different: Part 2    | 15 november 1981 |
| 8   | The House That George Built       | 29 november 1981 |
| 9   | A Whole Lot of Trouble            | 6 december 1981  |
| 10  | I've Got a Secret                 | 20 december 1981 |
| 11  | A Charmed Life                    | 27 december 1981 |
| 12  | Thammy the Thongwriter            | 3 januari 1982   |
| 13  | I Spy                             | 17 januari 1982  |
| 14  | Dog Gone                          | 24 januari 1982  |
| 15  | Blazing Jeffersons                | 31 januari 1982  |
| 16  | Men of the Cloth                  | 7 februari 1982  |
| 17  | A Case of Self-Defense            | 21 februari 1982 |
| 18  | My Wife, I Think I'll Keep Her    | 7 maart 1982     |
| 19  | Guess Who's Not Coming to Dinner? | 14 maart 1982    |
| 20  | The Strays: Part 1                | 21 maart 1982    |
| 21  | The Strays: Part 2                | 28 maart 1981    |
| 22  | Jeffersons Greatest Hits          | 11 april 1982    |
| 23  | A Small Victory                   | 18 april 1982    |
| 24  | Lesson in Love                    | 2 mei 1982       |
| 25  | Do Not Forsake Me, Oh, My Helen   | 16 mei 1982      |

## Seizoen 9
| Nr. | Titel aflevering                      | Uitzenddatum VS   |
| --- | ------------------------------------- | ----------------- |
| 1   | Laundry Is a Tough Town: Part 1       | 26 september 1982 |
| 2   | Laundry Is a Tough Town: Part 2       | 3 oktober 1982    |
| 3   | Anatomy of a Stain                    | 10 oktober 1982   |
| 4   | Social Insecurity                     | 17 oktober 1982   |
| 5   | Charlie's Angels                      | 24 oktober 1982   |
| 6   | Heere's Johnny                        | 31 oktober 1982   |
| 7   | A Date with Danger                    | 7 november 1982   |
| 8   | Death Smiles on a Dry Cleaner: Part 1 | 21 november 1982  |
| 9   | Death Smiles on a Dry Cleaner: Part 2 | 28 november 1982  |
| 10  | Appointment in 8-B                    | 12 december 1982  |
| 11  | Poetic Justice                        | 19 december 1982  |
| 12  | How Now Dow Jones                     | 26 december 1982  |
| 13  | The Defiant Ones                      | 2 januari 1983    |
| 14  | My Maid...My Wife                     | 9 januari 1983    |
| 15  | Mr. Wonderful                         | 16 januari 1983   |
| 16  | My Girl, Louise                       | 23 januari 1983   |
| 17  | Bodyguards Are People Too             | 30 januari 1983   |
| 18  | True Confessions                      | 6 februari 1983   |
| 19  | Mr. Clean                             | 13 februari 1983  |
| 20  | The Good Life                         | 20 februari 1983  |
| 21  | Father's Day                          | 6 maart 1983      |
| 22  | Change of a Dollar                    | 13 maart 1983     |
| 23  | Designing Woman                       | 20 maart 1983     |
| 24  | Double Trouble                        | 27 maart 1983     |
| 25  | Silver Lining                         | 3 april 1983      |
| 26  | The Wheel of Forever                  | 10 april 1983     |
| 27  | Personal Business                     | 1 mei 1983        |

## Seizoen 10
| Nr. | Titel aflevering               | Uitzenddatum VS  |
| --- | ------------------------------ | ---------------- |
| 1   | Mission: Incredible: Part 1    | 2 oktober 1983   |
| 2   | Mission: Incredible: Part 2    | 3 oktober 1983   |
| 3   | Mission: Incredible: Part 3    | 9 oktober 1983   |
| 4   | I Do, I Don't                  | 16 oktober 1983  |
| 5   | How Not to Marry a Millionaire | 23 oktober 1983  |
| 6   | And the Winner Is              | 30 oktober 1983  |
| 7   | The Return of Bentley          | 6 november 1983  |
| 8   | The List                       | 20 november 1983 |
| 9   | Who's the Fairest?             | 4 december 1993  |
| 10  | Father Christmas               | 11 december 1983 |
| 11  | What Makes Sammy Run?          | 1 januari 1984   |
| 12  | Getting Back to Basiks         | 8 januari 1984   |
| 13  | The Command Post               | 15 januari 1984  |
| 14  | Real Men Don't Dry Clean       | 29 januari 1984  |
| 15  | Trading Places                 | 12 februari 1984 |
| 16  | My Guy, George                 | 4 maart 1984     |
| 17  | A New Girl in Town             | 11 maart 1984    |
| 18  | Otis                           | 18 maart 1984    |
| 19  | Hart to Heart???               | 25 maart 1984    |
| 20  | George's Old Girlfriend        | 1 april 1984     |
| 21  | Honeymoon Hotel                | 15 april 1984    |
| 22  | In the Chips                   | 6 mei 1984       |

## Seizoen 11
| Nr. | Titel aflevering                           | Uitzenddatum VS  |
| --- | ------------------------------------------ | ---------------- |
| 1   | Blood and Money                            | 14 oktober 1984  |
| 2   | Ebony and Ivory                            | 21 oktober 1984  |
| 3   | Bobbles, Bangles and Booboos               | 28 oktober 1984  |
| 4   | A House Divided                            | 4 november 1984  |
| 5   | Some Enchanted Evening                     | 18 november 1984 |
| 6   | The Gift                                   | 25 november 1984 |
| 7   | They Don't Make Preachers Like Him Anymore | 16 december 1984 |
| 8   | Try a Little Tenderness                    | 23 december 1984 |
| 9   | You'll Never Get Rich                      | 8 januari 1985   |
| 10  | The Unnatural                              | 15 januari 1985  |
| 11  | Chairman of the Bored                      | 22 januari 1985  |
| 12  | Sayonara: Part 1                           | 29 januari 1985  |
| 13  | Sayonara: Part 2                           | 5 februari 1985  |
| 14  | Last Dance                                 | 19 februari 1985 |
| 15  | The Gang's All Here                        | 5 maart 1985     |
| 16  | Hail to the Chief                          | 12 maart 1985    |
| 17  | A Secret in the Back Room                  | 19 maart 1985    |
| 18  | That Blasted Cunningham                    | 2 april 1985     |
| 19  | State of Mind                              | 23 april 1985    |
| 20  | And Up We Go                               | 30 april 1985    |
| 21  | The Truth Hurts                            | 4 juni 1985      |
| 22  | The Odd Couple                             | 11 juni 1985     |
| 23  | Red Robins                                 | 18 juni 1985     |
| 24  | Off-Off-Off-Off Broadway                   | 25 juni 1985     |